# Корейська Вікіпедія
Корейська Вікіпедія — розділ Вікіпедії корейською мовою.
26 серпня 2011 року увійшла до 20-ки Вікіпедій з кількістю статей більше, ніж 172 тисяч, знаходячись між фінською і індонезійською вікіпедіями в загальному переліку. 19 травня 2012 кількість статей досягла 200 000, 5 січня 2015 — 300 000, 22 жовтня 2017 — 400 000, 15 червня 2020 — 500 000.
Корейська Вікіпедія представлена лише Південною Кореєю через обмеження доступу до мережі Інтернет владою Північної Кореї.

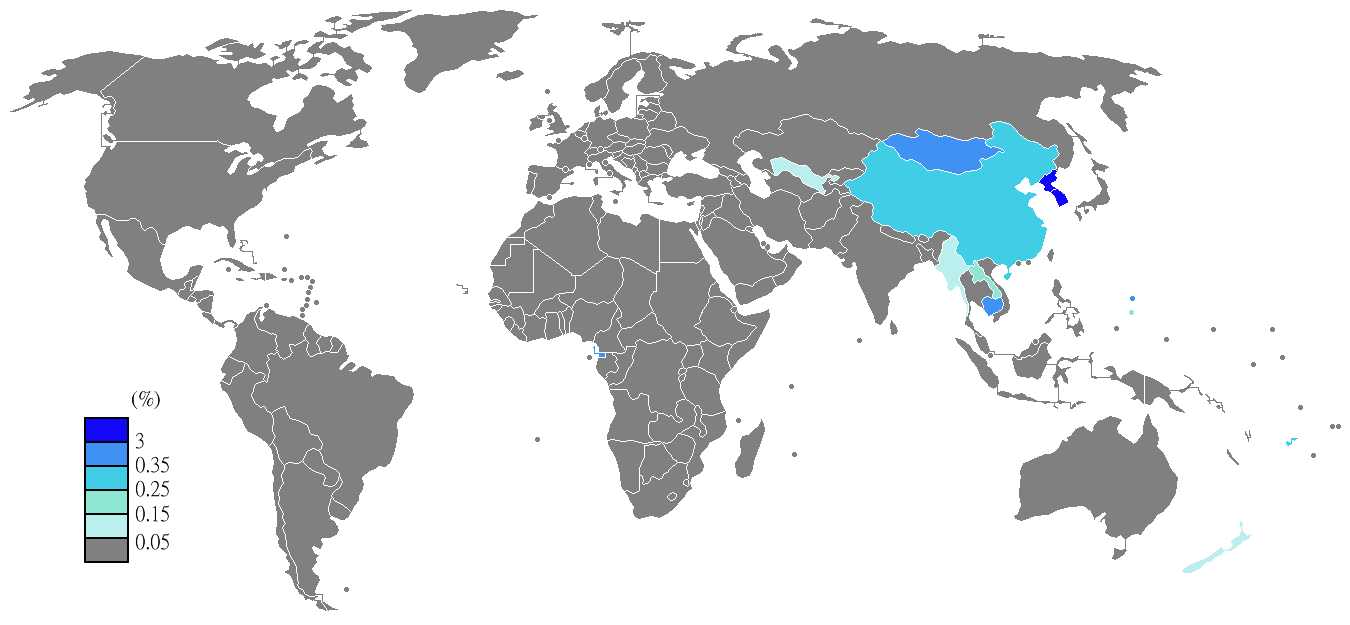
Відвідуваність корейського розділу у % за країною.

Корейська Вікіпедія станом на 26 березня 2025 року містить 700 433 статті, 885 163 зареєстрованих користувачів, 1799 активних дописувачів, 30 адміністраторів
. Загальна кількість сторінок в корейській Вікіпедії — 3 358 718, редагувань — 38 903 686, завантажених файлів — 14 243
. Глибина (рівень розвитку мовного розділу) корейської Вікіпедії велика і становить 166.8 пунктів
. 